# كايل كليمنت
كايل كليمنت (بالإنجليزية: Kyle Clement)‏ هو لاعب كرة قدم أمريكية أمريكي، ولد في 10 أبريل 1985 في هدسونفيل في الولايات المتحدة.